# مارغاريتا ستون
مارغاريتا ستون (بالسويدية: Margareta Stone)‏ هي ممثلة سويدية، ولدت في 27 فبراير 1962 في السويد.

## أعمالها
- فيلم الرجال الذين يكرهون النساء (2009) وهو الاسم السويدي لفيلم الفتاة ذات وشم التنين.

## وصلات خارجية
- مارغاريتا ستون على موقع IMDb (الإنجليزية)
- مارغاريتا ستون على موقع أول موفي (الإنجليزية)
- مارغاريتا ستون على موقع قاعدة بيانات الأفلام السويدية (السويدية)
- مارغاريتا ستون على موقع قاعدة بيانات الفيلم (الإنجليزية)